# Alto Rio Doce
Alto Rio Doce es un municipio brasileño del estado de Minas Gerais en la llamada Zona de la Mata. Su población en 2004 era estimada en 13.703 habitantes. Alto Río Doce posee un distrito llamado Abreus, situado al lado de Dores del Turvo y victorinos que su mayor distrito, situado al lado de Señora de los remédios.
En 1759 José Alvares Maciel y su mujer Vicência Maria de Oliveira se establecieron en el margen izquierdo del río Xopotó, donde recibieron tierras en concesión. La primera misa en el lugar fue realizada en marzo de 1764. Ali se ergueu una capilla a San José, capilla filial de Guarapiranga.
Actualmente la ciudad es famosa por su carnaval de calle que atrae millares de turistas todos los años. La Exposición Agroganadería que en el mes de julio también es otro evento turístico de la ciudad. La Fiesta religiosa de San José es el tercero evento más conocido en la ciudad y después de esta fiesta, ocurre el Encuentro del Altoriodocense Ausente que reúne los coterráneos esparcidos por todo el Brasil. 